# Josef Melzer
Josef Melzer, původně Mölzer (6. března 1871 Kutná Hora – 29. listopadu 1958 Montréal), byl český stavitel varhan.

## Život

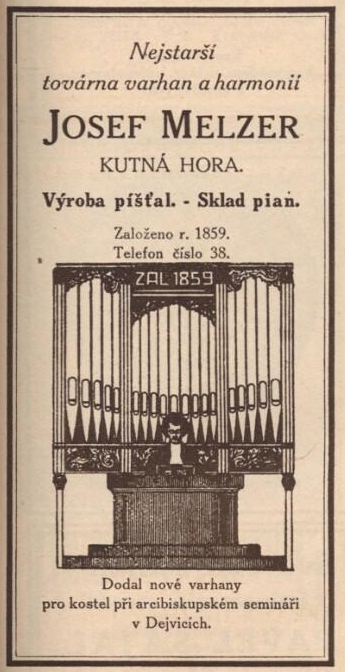
Dobová reklama firmy Melzer, 1927

Narodil se v rodině kutnohorského varhanáře Antonína Mölzera a jeho manželky Augustiny, rozené Jägerové. Jeho bratr byl Antonín Mölzer mladší.
Vyučil se u svého otce v Kutné Hoře. Dne 9. září 1911 se ve Všeradicích oženil s Boženou Kučerovou (1886–??).
Po únoru 1948 opustil Josef Melzer Československo a odjel ke své dceři do Montrealu do Kanady, kde v roce 1958 zemřel.

## Firma Josef Melzer po roce 1948
Zaměstnanci firmy v roce 1948 vytvořili výrobní družstvo Organa, ke kterému se v roce 1951 připojili také pracovníci z kutnohorské varhanářské dílny Jana Tučka. Z obou firem tak vznikl národní podnik Organa, který však nebyl samostatným závodem, ale provozovnou Dřevozpracujícího družstva Český Brod.
V roce 1991 se firma Organa od Českého Brodu odtrhla a osamostatnila, v následujících letech se jí ale nepodařilo mezi konkurencí prosadit, takže nakonec v roce 2019 vstoupila do likvidace. V Organě se však od roku 1951 vyučila řada zručných varhanářů, z nichž někteří se po revoluci věnovali této profesi samostatně.

## Dílo výběr
- 1917 – Červené Pečky, kostel Narození Panny Marie[7]
- 1927 – Pohled, kostel sv. Ondřeje (přestavba)
- 1930 – Ústí nad Labem, kostel Nanebevzetí Panny Marie[8]
- 1929–1930 – „provizorní“ varhany pro chrám sv. Víta v Praze (varhany se ukázaly jako nepříliš kvalitní a od roku 1938 musely být pravidelně opravovány)[9]
- 1931 – Žižkovo Pole, kostel sv. Michaela (přestavba)
- 1932 – Praha, Husův sbor[10]
- 1933 – Malín, kostel sv. Štěpána
- 1940 – Frenštát pod Radhoštěm, kostel sv. Jana Křtitele
- 1941 – Hulín, kostel sv. Václava
- 1943 – Třebechovice pod Orebem, kostel sv. Ondřeje
- 1944 – Nová Ves u Chotěboře, kostel sv. Jana Nepomuckého
- 1946 – Polešovice, kostel sv. Petra a Pavla